# Károly Güttler
Károly Güttler [ˈkaːroj ˈɡytlɛr] (* 15. Juni 1968 in Budapest) ist ein ehemaliger ungarischer Schwimmer.
Er nahm von 1988 bis 2000 an vier Olympischen Spielen teil und konnte bei den Olympischen Spielen 1988 in Seoul die Silbermedaille über 100 m Brust gewinnen. Bei den Olympischen Spielen 1996 in Atlanta gewann er nochmals Silber über die 200-m-Bruststrecke.
Bei den Europameisterschaften 1993 gewann er über 100 m Brust die Gold- und über 200 m Brust die Silbermedaille. Im selben Jahr wurde er zum Weltschwimmer des Jahres und zu Europas Schwimmer des Jahres gewählt.